# بخش اشلی، شهرستان استیرنز، مینه سوتا
بخش اشلی (به انگلیسی: Ashley Township) یک منطقهٔ مسکونی در ایالات متحده آمریکا است که در شهرستان استیرنز، مینه‌سوتا واقع شده‌است.
 بخش اشلی ۱۰۸٫۹ کیلومتر مربع مساحت و ۲۶۲ نفر جمعیت دارد و ۴۰۹ متر بالاتر از سطح دریا واقع شده‌است.